# 타우 (신화)

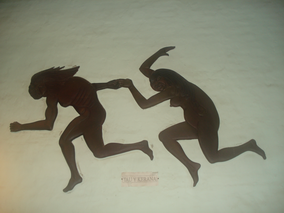
아내인 케라나에게 쫓기는 타우.

타우(과라니어: Tau)는 과라니 신화에 등장하는 악신이다. 기독교의 사탄이나 악마와 동일한 존재는 아니나, 악의 화신이나 악령으로 종종 언급된다. 타우는 앙가투피리의 반대격으로 과라니 창세 신화 속 최고신인 투파에 의해 지어져 사람과 함께 세상에 남겨졌다.

## 배우자와 자녀
타우는 마랑가투의 딸인 케라나라는 과라니 여인에게 반했다. 잘생긴 청년으로 둔갑한 타우는 이레 동안 케라나에게 구애한 끝에 납치하려 했는데, 이를 알아챈 선한 신 앙가투피리가는 타우와 이레 밤낮을 싸운 끝에 타우를 쓰러뜨렸다. 쓰러진 타우를 용기와 전쟁의 신인 피타조바이가 땅 밖으로 추방했다.
타우는 포기하지 않고 돌아와 끝내 아름다운 케라나를 납치했다. 일반적으로 타우는 케라나를 감금하고 겁탈했다고 알려져 있는데, 문자 언어가 없어 구전으로 이어진 과라니 신화의 특성 때문에 케라나가 타우와 혼인했다는 전승도 존재한다. 타우와 케라나의 교합으로 태어난 일곱 아들은 달의 여신인 아라시의 저주를 받아 괴물의 모습을 하게 되었다. 이 일곱 아들은 서로 다른 특징과 능력을 지니고 있으며, 과라니 민족 전설에서 중심 인물로 등장하며 경외의 대상이 되었다.
타우와 케라나의 일곱 자신을 태어난 순서대로 설명하면 아래와 같다.
1. 테주 자구아는 도마뱀과 개가 뒤섞인 모습을 하고 있으며, 동굴을 다스리는 왕으로 알려졌다.
2. 음보이 투이는 앵무새 머리가 달린 구렁이처럼 생겼으며, 물과 습지의 수호신이다.
3. 모냐이는 큰 뿔이 달린 구렁이로 뭍을 수호한다.
4. 자시 자테레는 낮잠과 마테나무의 수호자로 금발머리를 하고 있으며 지팡이를 들고 다닌다.
5. 쿠루피는 성애와 다산을 상징하며 음경이 길어 허리에 몇 바퀴 두르고 다닌다.
6. 루이손은 개의 모습을 한 인간처럼 생겼으며, 죽음을 관장한다.[2]